# Minneapolis Skyway System

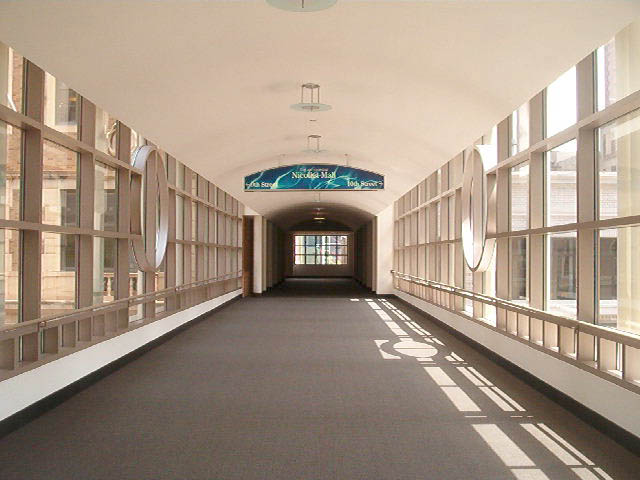
Interior de Skyway, Minneapolis. Nicollet Mall entre las calles 9 y 10

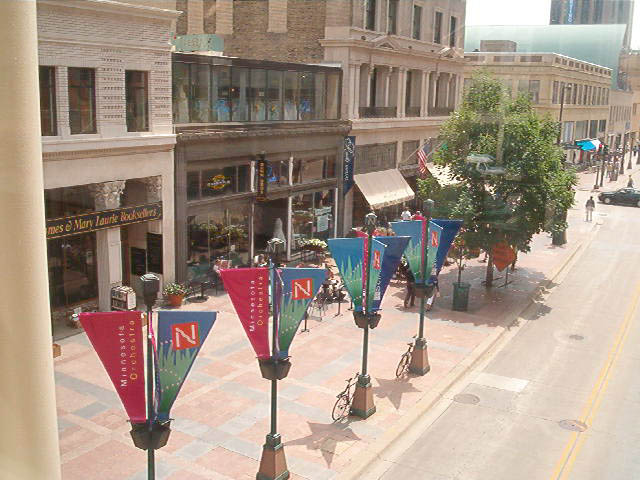
Ver a través de la ventana, Mineápolis

El Minneapolis Skyway System es una serie de pasarelas peatonales cerradas interconectadas que unen varios edificios distribuidos en 80 cuadras de la ciudad a lo largo de 15 km del centro de Mineápolis, las ciudad más poblada de Minnesota (Estados Unidos). Este sistema les brinda a los transeúntes un clima controlado durante todo el año. Los Skyway pertenecen a edificios individuales en Mineápolis y, como tales, no tienen horarios uniformes de apertura y cierre. Los 17 km de skyway son comparables al sistema de túneles de Houston, los sistemas en ciudades canadienses como Toronto's PATH, Montreal's Underground City, el sistema de 11 millas +15 de Calgary y el sistema Edmonton Pedway de 8 millas.
Los Skyway de Minneapolis conectan el segundo o tercer piso de varias torres de oficinas, hoteles, bancos, oficinas corporativas y gubernamentales, restaurantes y tiendas minoristas con el distrito comercial Nicollet Mall, Plaza de la Clínica Mayo y las instalaciones deportivas en Target Center, Target Field. y U.S. Bank Stadium. Varios condominios y complejos de apartamentos también están conectados al el Skyway, lo que permite a los residentes vivir, trabajar y hacer compras en el centro sin tener que salir del sistema.

## Historia y desarrollo
Las primeras pasarelas fueron planeadas por el desarrollador inmobiliario Leslie Park a principios de la década de 1960 y construidas por Crown Iron Works Company of Minneapolis. Al sentir la presión de los centros comerciales interiores como Southdale Center, Park quería crear un entorno similar en el centro de Mineápolis que ofreciera un espacio con clima controlado y una forma para que los peatones se movieran de un edificio a otro. Construyó dos pasarelas que conectan el edificio Northstar Center recién construido con el edificio Northwestern Bank y el edificio Roanoke. El Skyway hasta el edificio Northwestern Bank se construyó en 1962 y el Skyway hasta el edificio Roanoke siguió al año siguiente. El segundo el Skyway sigue en uso y es el segmento más antiguo del sistema.
El sistema creció a siete segmentos en total en 1972, aunque muchos Skyway  permanecieron interdesconectados. La construcción del IDS Center en 1972 ayudó a unificar el sistema. El edificio tenía Skyway en las cuatro direcciones, así como un espacioso atrio llamado Crystal Court, lo que le permitía actuar como un eje central para todo el sistema. En 1976, el Consejo del Centro produjo los primeros mapas y señalización formales para el sistema.
En 2016, el US Bank Stadium se conectó al Skyway de Mineápolis a través de un desarrollo de uso mixto de edificios de oficinas y complejos de apartamentos en el Downtown.

## Edificios notables conectados
- Butler Square
- IDS Center
- Foshay Tower
- U.S. Bank Stadium
- Target Center
- Mayo Clinic Square
- Minneapolis Convention Center
- University of St. Thomas
- Capella Tower
- Wells Fargo Center
- 33 South Sixth/Minneapolis City Center
- Two22 (ex Campbell Mithun Tower)
- Ameriprise Financial Center
- Hennepin County Government Center
- U.S. Bank Plaza
- RBC Plaza
- US Bancorp Center
- Fifth Street Towers
- AT&T Tower
- 100 Washington Square
- 510 Marquette Building

## Guías
Existen varias guías de navegación que incluyen mapas en papel y en línea, así como aplicaciones.